# Catocala fortis
Catocala fortis är en fjärilsart som beskrevs av Karl Schawerda 1922. Catocala fortis ingår i släktet Catocala och familjen nattflyn. Inga underarter finns listade i Catalogue of Life.